# Ljubiša Savić

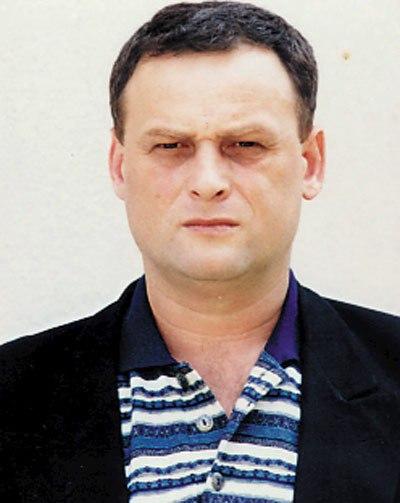
Ljubiša Savić

Ljubiša Savić (serbisch-kyrillisch Љубиша Савић; * 11. August 1958 in Bijeljina, Jugoslawien, heute Bosnien und Herzegowina; † 7. Juni 2000 ebenda), genannt Mauzer (Маузер), war der bosnisch-serbische Kommandant der paramilitärischen Garda Panteri und eines Internierungslagers während des Bosnienkriegs, Politiker sowie ein mutmaßlicher führender Bandenkrimineller und  Kriegsverbrecher.

## Leben
Vor dem Bosnienkrieg war Ljubiša Savić in Bijeljina als Sozialarbeiter tätig.
Im Bosnienkrieg zwischen 1992 und 1995 kommandierte Savić die paramilitärische Garda Panteri, die später als Spezialeinheit in die Streitkräfte der Republika Srpska eingegliedert wurde. Neben anderen paramilitärischen serbischen Einheiten wie der Serbischen Freiwilligengarde des Željko Ražnatović-Arkan war Savić mit seiner Einheit an der Eroberung seiner Heimatstadt Bijeljina beteiligt. Nach der Eroberung kam es zum Massaker von Bijeljina, bei dem zwischen 48 und 78 nichtserbische Zivilisten ermordet wurden. Auch durchbrach Savićs Einheit während des Krieges die Belagerungen mehrerer kleinerer Orte.
Savić war Kommandant des im Juni 1992 auf einem landwirtschaftlichen Betrieb errichteten Gefangenenlagers Batković bei Bijeljina in dem etwa 1.200 bis 1.700 nichtserbische Kriegsgefangene und zu einem Drittel auch Zivilisten vorgeblich „zu ihrem eigenen Schutz“ inhaftiert waren. Im Lager waren die Gefangenen unter schlechten Bedingungen untergebracht und es kam zu Misshandlungen der militärischen und zivilen Gefangenen durch serbische Soldaten, auch mit Todesfolge.
Nach Kriegsende wurde Savić Polizeipräsident in Bijeljina. Da er sowohl gegen Korruption in der Republika Srpska ankämpfte als auch einige hochrangige Regierungsfunktionäre, darunter auch Karadžić-Sympathisanten festnehmen ließ, wuchs seine Zahl an Feinden stetig. Joja Tintor, ein ehemaliger Berater Karadžićs, wurde von Savić im Frühling 1998 festgenommen, jedoch erhielt dieser von seinen Vorgesetzten den Befehl, Tintor trotz Beweislast unverzüglich freizulassen. Er kam dieser Aufforderung nach, setzte jedoch seine Bemühungen gegen Korruption weiterhin fort. 
Er wurde seitdem immer wieder Opfer von Attentaten. Im Juli 1998 entkam er dem Tod durch eine unter seinem Auto angebrachte Bombe nur knapp. Bei diesem Attentat starben jedoch zwei seiner ehemaligen Kameraden. Nach der versuchten Festnahme von Milovan Bjelica wurde ein enger Freund von Savić, Srdjan Knežević, vor seinem Haus in Pale erschossen. Der nach dem Attentat gegründeten Sondereinheit der Polizei gehörte Savić ebenfalls an. Kurz nach dem Attentat nahm er sieben Verdächtige fest, darunter erneut Karadžić-Sympathisanten. Aufgrund von Foltervorwürfen wurde ihm danach jedoch jede weitere Polizeiarbeit untersagt und die Verdächtigen freigelassen. Dadurch geriet Savić immer mehr in Isolation und konnte zu seinem Schutz nur noch seinen ehemaligen Kameraden der Panteri-Brigade vertrauen.
Savić wird für Kriegsverbrechen gegen Nicht-Serben verantwortlich gemacht. Nach Überzeugung des Internationalen Strafgerichtshofs für das ehemalige Jugoslawien war Savić in Bijeljina eine führende Figur der Serbischen Demokratischen Partei (SDS) und des lokalen Teils einer kriminellen Vereinigung („joint criminal enterprise“). Um einen gemeinschaftlichen kriminellen Zweck zu fördern soll Savić seine Männer dafür benutzt haben, Muslime aus Bijeljina zu deportieren und unmenschliche Handlungen an ihnen zu begehen. Nach dem Krieg bewahrte ihn seine Schlüsselrolle als Ansprechpartner in den Regionen Bijeljina (Polizeipräsident) und Brčko vor einer entsprechenden Anklage.

## Tod
Savić wurde am 7. Juni 2000 zwischen 20:30 und 20:50 Uhr im Alter von 41 Jahren in der Nähe eines Bahnhofes in seinem Fahrzeug erschossen, als er kurz anhielt, um eine ältere Frau nach Hause zu begleiten. Laut Augenzeugenberichten tauchte plötzlich ein weiteres Fahrzeug auf, aus dem der bereits wegen Mordes verurteilte und sich auf inoffiziellem Freigang befindliche Đorđe Ždrale mit einer automatischen Schusswaffe das Feuer eröffnete. Savić wurde von sechs der dreizehn abgefeuerten Kugeln getroffen und war sofort tot. Es wird vermutet, dass er organisierter Bandenkriminalität zum Opfer fiel. 
Seinem Tod gingen mehrere Monate der konstanten  Beobachtung und Analyse seiner Lebensweise durch Ždrale voraus, der zusammen mit zwei Unbekannten das Attentat vorbereitete. Er erwarb Waffen, Munition, ein Fahrzeug, Kleidung und Funkgeräte. Erst 2010 wurde er verurteilt, da sein Freigang nicht in den Akten registriert war und er daher über ein Alibi verfügte. Daher wird auch ein Komplott der Regierung nicht ausgeschlossen, mit dem Ziel sich des „unbequemen“ Savićs zu entledigen. Sein Tod durch ein Attentat wurde von vielen als Ergebnis von Konflikten zwischen serbischen politischen Fraktionen und kriminellen Elementen gesehen.
Savić wurde in seinem Heimatdorf Kovačići nahe Bijeljina im Kreise seiner Familie, Freunde und ehemaligen Kameraden beigesetzt.

## Politik
Ljubiša Savić gehörte zu den Gründungsmitgliedern der Srpska Demokratska Stranka (SDS) in Bijeljina. 1996 verließ er die SDS, deren Vorsitzender über längere Zeit Radovan Karadžić war. Danach gründete er eine eigene Partei namens Demokratska stranka RS; diese beteiligte sich am aus fünf Parteien bestehenden Parteienbündnis Demokratski patriotski blok (DPB), dem bei der Wahl am 14. September 1996 mit zwei Abgeordneten (darunter Savić selbst) der Sprung in das Parlament der Republika Srpska gelang. Im Sommer 1997 unterstützte er außerdem die Anti-Korruptions-Kampagne der damaligen Präsidentin der Republika Srpska Biljana Plavšić, die ebenfalls aus der SDS austrat.